# Malemort-sur-Corrèze
Malemort-sur-Corrèze (en occitano Mala Mòrt) era una comuna francesa situada en el departamento de Corrèze, de la región de Nueva Aquitania, que el 1 de enero de 2016 pasó a ser una comuna delegada de la comuna nueva de Malemort al fusionarse con la comuna de Venarsal.

## Demografía
| Gráfica de evolución demográfica de Malemort-sur-Corrèze entre 1800 y 2013 |
|                                                                            |

Los datos demográficos contemplados en este gráfico de la comuna de Malemort-sur-Corrèze se han cogido de 1800 a 1999 de la página francesa EHESS/Cassini, y los demás datos de la página del INSEE.